# Grève des Islandaises de 2023
Pour les articles homonymes, voir Grève des femmes.
La grève des Islandaises de 2023 (en islandais : Kvennafrí, littéralement en français « jour de liberté pour les femmes », ou Kvinnostrejk 2023, « grève des femmes de 2023 ») est un mouvement social des femmes islandaises qui a été mené le 24 octobre 2023 afin, non seulement, d'obtenir l'égalité des sexes dans le monde du travail et de faire reconnaître leur rôle dans l'économie du pays et la gestion des familles, mais aussi en protestation contre les violences sexuelles et de genre. De par sa nature et son ampleur, cet événement est l'héritier direct d'une grève historique du même type qui avait eu lieu le 24 octobre 1975, année de la première Conférence Mondiale sur les Femmes, laquelle s'était tenue à Mexico quatre mois plus tôt.
Comme en 1975, en 2023, les femmes se sont abstenues non seulement de tout travail professionnel rémunéré, mais aussi de tout travail non rémunéré, en particulier les tâches domestiques.
Une foule estimée à 100 000 personnes — soit plus du quart de la population du pays peuplé de 375 000 personnes — s'est rassemblée dans plusieurs communes ainsi que dans le centre de Reykjavik, dont une partie sur l'Austurvöllur, face au parlement : l'Alþingishúsið,. Parmi les participantes ont figuré plusieurs personnalités publiques islandaises de premier plan dont la Première ministre en poste Katrín Jakobsdóttir,. Son cabinet avait indiqué dans la matinée à l'AFP « elle ne s'acquittera pas de ses fonctions officielles (…) et la réunion du cabinet prévue aujourd'hui a été reportée à demain ».

## Contexte
Bien que l'Islande soit au premier rang de l'égalité entre les genres selon le Forum économique mondial,, les femmes islandaises gagnent toujours 9 % de moins — et même jusqu'à 20 % dans certaines secteurs dont la finance — que les hommes, cela même si l'Islande s'est engagée par une loi à rendre obligatoire l'égalité salariale entre les femmes et les hommes. De fait, depuis janvier 2018, il est illégal de payer un homme davantage qu'une femme, à poste et fonction équivalents ; la contrainte est réelle puisque les entreprises et les agences gouvernementales — du moins celles qui emploient un minimum de 25 salariés — sont tenues d'obtenir un certificat officiel qui prouve leur politique d'égalité salariale. Mais cela ne concerne qu'une part des emplois féminins.
Par ailleurs, 40 % d'entre elles disent avoir été victimes de discriminations liées à leur genre ou de violences sexuelles. Or, en matière de crimes sexuels, les femmes islandaises n'ont toujours pas un accès satisfaisant au système judiciaire. Selon Drífa Snædal, membre du comité exécutif de la grève des femmes et porte-parole de Stígamót, un centre de conseil et d'éducation sur la violence sexuelle, « la violence à l'égard des femmes et le travail sous-évalué des femmes sur le marché du travail sont les deux faces d'une même médaille et ont un effet l'un sur l'autre ». Elle déplore un système judiciaire sur lequel les Islandaises ne peuvent pas compter en cas de crimes sexuels violents. Certes, l'Islande n'est pas en retard par rapport aux autres États scandinaves, puisqu'elle est, selon Amnesty International, le seul des cinq pays à avoir ratifié une définition du viol fondée sur l'absence de consentement, remaniement législatif déjà adopté par le Royaume-Uni, l'Irlande, la Belgique, Chypre, le Luxembourg, l'Allemagne. La législation pénale des autres pays européens définit toujours le viol en fonction du recours à la force physique ou de la menace de le faire, de la contrainte ou encore de l'incapacité de se défendre mais la législation ne suffit pas nécessairement à résoudre le problème. Selon Drífa Snædal à ce sujet, « la patience des femmes est à bout ».
Cette grève est la sixième de ce type, mais ce n'est que la deuxième fois qu'elle est observée une journée entière, les quatre autres « jours de liberté des femmes », qui se sont succédé dans l'intervalle les 24 octobre 1985, 2005, 2010 et 2016, n'ayant débuté qu'à partir de l'heure à laquelle les femmes n'étaient plus rémunérées par rapport aux hommes.
En 1975, 90 % des Islandaises avaient participé à une journée d'arrêt total du travail qui avait ouvert la voie à des avancées majeures en matière d'égalité entre femmes et hommes dans le pays : dès 1976, une loi était votée au Parlement pour garantir l'égalité des droits entre les femmes et les hommes. Quatre ans plus tard, en 1980, le pays élisait sa première femme présidente, Vigdís Finnbogadóttir. Divorcée et mère d'une enfant, elle fut la première femme au monde à être élue cheffe d'État au suffrage universel
Le « Lundi Noir » du 3 octobre 2016 en Pologne et les « grèves internationales des femmes » des 8 mars 2017 et 2018 proclamées dans cinquante pays, démontrent à quel point l'initiative islandaise de 1975 a fait école.
La quatrième vague de féministe ouverte depuis l'essor du mouvement #MeToo en 2017 et l'inclusion des personnes non binaires constituent un élément de contexte déterminant pour la forme prise par le mouvement de 2023.
Enfin, la fin des années 2010 et le début des années 2020 est marqué par un recul des droits des femmes dans différentes régions du monde, des États-Unis à l'Afghanistan en passant par la Pologne, pointe un rapport de la fondation Jean-Jaurès et l'association féministe Equipop, qui parallèlement appelle à « contrer les discours masculinistes en ligne en France et dans l'Union Européenne », en particulier, appelle la diplomatie française à être proactive dans ce domaine,. Le recul en matière de droits des femmes est particulièrement marqué par les révocations du droit à l'avortement aux États-Unis dans 25 États sur 50, l'interdiction de sortir librement, d'étudier et d'exercer certains métiers pour les femmes en Afghanistan, l'accès restreint à la contraception en Pologne, etc. phénomène dit de « backlash ». « Aucune région n'est épargnée » dans le monde, où des groupes très divers vont s'allier contre les droits des femmes », a souligné Lucie Daniel, chargée de plaidoyer d'Equipop, auprès de l'AFP.

## Déroulement

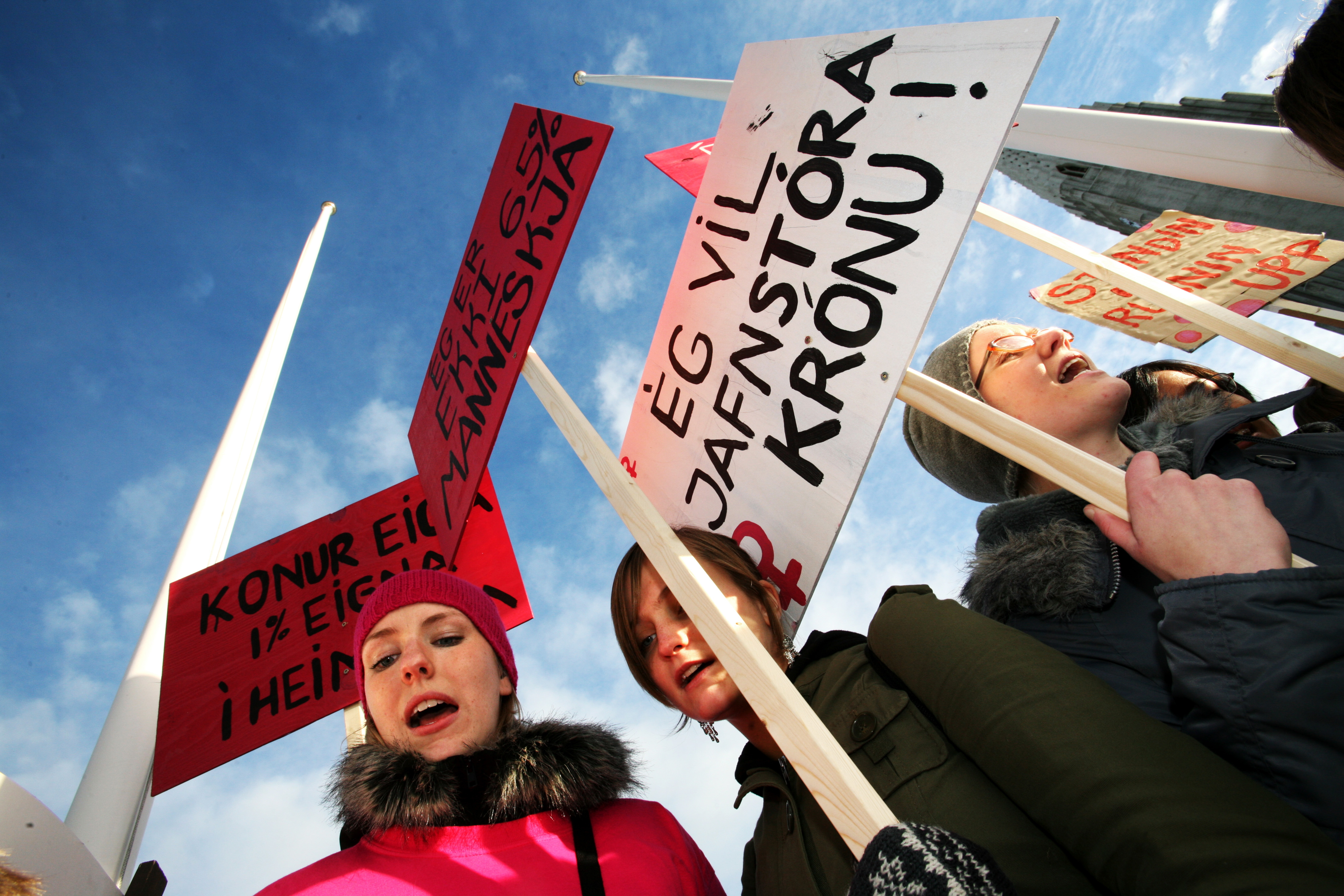
Femmes brandissant des pancartes le 24 octobre 2023.

La première ministre Katrín Jakobsdóttir, connue pour faire des droits des femmes un des axes principaux de sa politique, a pris part à la grève ce jour-là et invité les autres membres féminines de son cabinet à faire de même.
Le rassemblement principal a lieu selon la tradition nationale sur la place Austurvöllur, face au Parlement islandais, l'Alþingishúsið, à Reykjavik tandis que d'autres ont été organisés dans une vingtaine de communes. Selon la municipalité de la capitale, 59 crèches et écoles maternelles ont fermé et le reste de leurs services a fonctionné au ralenti, les femmes représentant 75 % de leurs salariées. Aucune retenue sur salaire n'a été décidée contre les fonctionnaires grévistes.
Le slogan de la grève était « Kallarðu þetta jafnretti ? » (« Vous appelez cela l'égalité ? »). Les revendications ne sont pas seulement salariales : « Nous attendons des maris, des pères, des frères et des oncles qu'ils assument les responsabilités liées à la famille et au foyer, par exemple : préparer le petit-déjeuner et le tupperware pour le déjeuner, se souvenir des anniversaires des proches, acheter un cadeau pour la belle-mère, prendre rendez-vous chez le dentiste pour l'enfant, etc.», précise le site des grévistes. Enfin, la question des violences est évoquée : « 40 % des femmes ont subi ou vont subir des violences dans leur vie. Cette grève est aussi contre les violences contre les femmes et les personnes non binaires. » selon Lína Petra Thórarinsdóttir.
La journée de protestation a été planifiée par une quarantaine d'organisations différentes, par exemple la Confédération des employés municipaux et de l'État ou l'association régionale du Mouvement des verts et de gauche, qui ont appelé les femmes et les personnes non binaires à participer à l'échelle nationale au mouvement protestataire. « Nous sommes parfaitement conscients que nous n'avons pas atteint l'égalité entre les hommes et les femmes et que, même si la situation est meilleure qu'ailleurs, il n'y a aucune raison de s'arrêter là », a déclaré Steinunn Rögnvaldsdóttir, l'une des organisatrices de cette journée.
Bien que le décompte des manifestant.e.s n'ait pas été reporté avec précision, les témoins s'accordent sur une fourchette d'effectifs comprise entre 70 000 et 100 000 sur une population totale islandaise de 345 400 habitants le 1er janvier 2022, soient 20 à 29 %.

## Plateforme de revendications

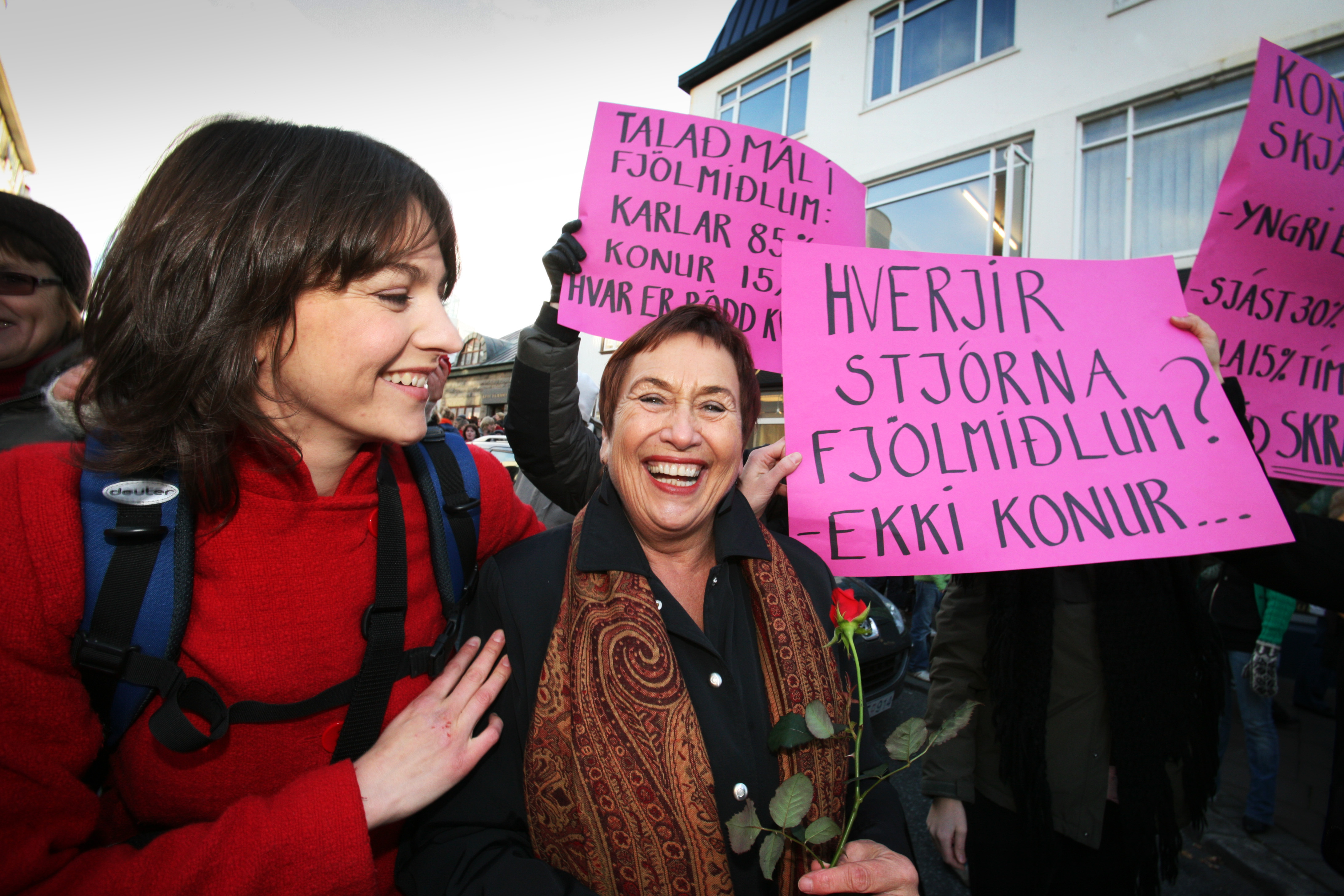
Rannveig Guðmundsdóttir, femme politique islandaise, ancienne ministre des affaires sociales, au cours de la manifestation à Reykjavik. Le slogan à sa gauche dit « Qui contrôle les médias ? Pas les femmes... »

Récapitulatif des revendications présentées lors de la manifestation le 24 octobre 2023 :
- Nous exigeons la correction de la sous-évaluation du travail dit « des femmes » !
- Que les employeurs cessent de dévaluer les salaires et les droits des femmes !
- Nous exigeons des mesures concrètes pour rectifier les conditions des femmes et des hommes les plus pauvres, car personne ne devrait avoir à vivre dans la pauvreté !
- Nous exigeons l’élimination de l’inégalité salariale et de la discrimination !
- Que les femmes et les hommes puissent survivre avec leur salaire et avoir la possibilité de s’épanouir dans le monde.
- Que les femmes et les hommes handicapés aient la possibilité de travailler pour améliorer leurs conditions !
- Que l’éducation et les compétences des femmes d’origine étrangère soient valorisées !
- Que les femmes et les hommes ne soient plus  financièrement punis pour les soins non rémunérés qu’ils assument tout au long de leur vie et dont ils paient en outre le prix lorsqu’ils atteignent l’âge de la retraite.
- Que des efforts sociaux soient faits pour éliminer les préjugés à l’égard des personnes handicapées, des personnes queer, des personnes d’origine étrangère et d’autres groupes marginalisés.
- Nous exigeons que les hommes prennent leurs responsabilités au même titre que les femmes et les genderqueers !
- Qu'ils assument la responsabilité des devoirs non rémunérés et de la prise en charge des membres de la famille !
- Qu'ils assument la responsabilité du troisième quart de travail non rémunéré !
- Nous exigeons que les femmes et les genderqueers ne soient pas placés sous la  dépendance financière d'hommes qui en abusent !
- Que les femmes et les genderqueers obtiennent du soutien pour développer leur indépendance financière après avoir survécu à la violence financière fondée sur le genre !
- Nous exigeons justice et indemnisation pour les victimes de violences sexuelles et sexistes !
- Que les auteurs de violences répondent de leurs actes et que la liberté sexuelle soit respectée !
- Que les femmes et les hommes jouissent de la sécurité et de l’absence de violence et de harcèlement au travail, à la maison et dans les espaces publics !
- Que la violence fondée sur le genre et la violence sexuelle soient éliminées !
- Nous exigeons que la politique fasse de nos revendications une priorité !
- Immédiatement!
- Nous exigeons de l’action et du changement !
- MAINTENANT!

## Réactions
Les médias internationaux ne se sont guère intéressés après le 24 octobre au chiffrage des grévistes. Néanmoins la plateforme multimédia d'actualités de la France insoumise précise, le 26 octobre 2023, que plus de 50 % des Islandaises ont suivi la grève.